# Giuseppe Avanzi
Pour les articles homonymes, voir Avanzi.
Giuseppe Avanzi   (né le 30 août 1645  à Ferrare -  mort le 29 mai 1718 dans cette même ville) est un peintre italien baroque qui fut actif à Ferrare au XVIIe siècle et début du XVIIIe siècle.

## Biographie
Giuseppe Avanzi a été formé par Francesco Costanzo Cattaneo à Ferrare. C'était un peintre prolifique de toiles religieuses. Il a peint pour la Chartreuse de Ferrare et l'église de la Madonna della Pietà.

## Sources
- (en) Cet article est partiellement ou en totalité issu de l’article de Wikipédia en anglais intitulé « Giuseppe Avanzi » (voir la liste des auteurs).